# Dobrovice (zámek)
Dobrovice je zámek ve stejnojmenném městě jihovýchodně od Mladé Boleslavi ve Středočeském kraji. Zámek ve druhé polovině šestnáctého století založil Jindřich z Valdštejna, jehož potomkům patřil do první poloviny osmnáctého století. Potom jej získali Fürstenbergové a po nich Thurn-Taxisové. Roku 1831 Karel Anselm z Thurn-Taxisu v zámku zřídil cukrovar, při jehož postupném rozšiřování byla část zámku zbořena a zbytek přizpůsoben potřebám provozu. Od devadesátých let dvacátého století cukrovar vlastní a provozuje firma Tereos TTD. Zámecká budova je chráněna jako kulturní památka.

## Historie
Původním dobrovickým panským sídlem byla blíže neznámá tvrz. První písemná zmínka o ní pochází z roku 1541, kdy na celém statku jeho majitel Jan z Chlumu zapsal dluh ve výši 500 kop grošů své manželce Anně z Vesce. Jan zemřel o čtyři roky později a jeho synové Mstidruh, Mikuláš, Zikmund a Hereš Chlumečtí z Chlumu téhož roku prodali Dobrovici s tvrzí a poplužním dvorem, poplužním dvorem v Sýčině a poddanskými dvory v Jemnících a Pěčicích za 2 650 kop českých grošů bratrům Adamovi, Purkartovi, Jindřichovi a Kryštofovi Budovcům z Budova. Oba rody spojovalo manželství Adama Budovce s Johankou z Chlumu, která snad byla sestrou Mstidruha a dalších bratrů Chlumeckých.
Už o tři roky později Budovci Dobrovici prodali Anně z Vartenberka, vdově po Janovi z Biberštejna, jejímž druhým manželem se stal Jindřich z Valdštejna. Podle Augusta Sedláčka se s ní oženil krátce po koupi Dobrovice, ale Rudolf Anděl uvedl, že statek získal sňatkem už roku 1545.

### Valdštejnové
Jindřich z Valdštejna požádal krále Ferdinanda I. o povýšení tvrze na zámek a přilehlé vsi na městečko, čemuž panovník 21. leda 1558. Jindřich potom nechal tvrz přestavět v renesančním slohu a roku 1578 dal vyzdobit stropy ve čtyřech zámeckých sálech zvaných Taneční, Libušin, Vévodský a Kamenný. Dobrovické panství v té době tvořilo 21 vesnic, k nimž patřily Pěčice, od roku 1560 Čachovice, od roku 1566 poplužní dvůr ve Struhách a od roku 1578 Sovolusky.
Mezitím se Jindřich podruhé oženil. Vzal si Markétu z Lobkovic, se kterou měl syny Viléma Voka a Heníka. Dne 16. listopadu 1579 napsal závěť, v níž za poručníky nezletilých synů stanovil manželku a svého strýce Jiřího z Valdštejna a na Hostinném. Manželce navíc odkázal Pěčice, které měla doživotně užívat poté, co zbytek panství předá dětem. Jindřich zemřel 9. prosince 1579.
Poručníci roku 1581 prodali Čachovice Jindřichovi z Donína a stružský dvůr o dva roky později Alžbětě z Malovic. V roce 1583 zemřel Jiří z Valdštejna a jeho poručnictví převzal Albrecht Pětipeský, který panství spravoval s vdovou Markétou do roku 1592. Tehdy majetek a poručnictví za mladšího bratra převzal Vilém Vok z Valdštejna, který ale o rok později zemřel, a panství tak zdědil Heník.
Heník z Valdštejna se oženil s Marií z Lobkovic a podruhé s Kristýnou Nybšickou z Holtendorfu, se kterou měl syna Jindřicha. Heník, ačkoliv byl vzdělaný a aktivně se účastnil společenského dění, měl zároveň vznětlivou povahu a na dobrovickém zámku roku 1596 bodl Václava Cetenského dýkou či mečíkem. Dobrovickým měšťanům udělil řadu práv a na zámku zřídl lékárnu, kterou spravoval lékárník Jan Karel Kocián ze Žitavy. Od roku 1610 na zámku provozoval také tiskárnu, jejímž správcem byl Daniel z Karlšperka a od roku 1612 Ondřej Mizera. Po vydání knihy Václava Majrla s nevhodnými výroky proti císařům Rudolfovi II., Matyášovi a řadě úředníků byla vina za pomlouvačné údaje připsána Ondřeji Mizerovi. Heník ho poté na zámku neoprávněně věznil, a nakonec jej nechal svévolně popravit, za což byl odsouzen k pokutě padesáti tisíc kop míšeňských grošů.
Stavovského povstání v letech 1618–1620 se Heník aktivně nezúčastnil, ale podněcoval jej a na sněmu hlasoval pro svržení Ferdinanda II. Od konce roku 1621 na zámku skrýval ze země vykázaného luterského kazatele Viktorina Vrbenského, který v Dobrovici zemřel. On sám byl dne 4. února 1623 odsouzen ke konfiskaci veškerého majetku. Na svátek svaté Doroty proto s veškerými dostupnými penězi s manželkou Kristýnou uprchli do Drážďan. Jejich syn Jindřich z Valdštejna byl ve svých osmnácti letech v Drážďanech zastřelen.
V létě roku 1623 zkonfiskovaný majetek koupil Albrecht z Valdštejna, ale brzy jej prodal Adamovi z Valdštejna, který z Dobrovice učinil centrum rozsáhlého panství. Během třicetileté války panství plenili vojáci Johana Banéra, ale zámek zůstal nejspíše v dobrém stavu, přestože městečko bylo opakovaně vypleněno. Po Adamově smrti v roce 1638 připadla Dobrovice jeho synovi Maxmiliánovi z Valdštejna. Za něj k panství patřily vesnice Pěčice, Němčice, Jemníky, Vinec, Úherce, Týnec, Bojetice, Holé Vrchy, Dolánky, Charvatce, Jabkenice, Chudíř, Rejšice, Kosořice, Ujkovice, Prodašice a Sovolusky. Kromě nich byly z Dobrovice spravovány také Vinařice, Žerčice, Semčice a Smilovice.

### Osmnácté a devatenácté století
Po otcově smrti panství zdědil František Augustin z Valdštejna. Ten Dobrovici odkázal bratrovi Karlu Ferdinandovi z Valdštejna, po něm ji zdědil syn Karel Arnošt z Valdštejna. Karel Arnošt zemřel roku 1713 bez potomků, a zámek proto získal jeho příbuzný Jan Josef Valdštejn. Jeho dědičkou byla dcera Marie Anna, provdaná Fürstenbergová, která zemřela roku 1756. Panství tak přešlo na jejího syna Karla Egona z Fürstenberga. Po něm dědil syn Filip Nerius z Fürstenbergu, jehož manželka roku 1808 odkázala Dobrovici s dalšími majetkem knížeti Maxmiliánu Josefovi z Thurn-Taxisu. Dalším držitelem se stal Maxmiliánův nejstarší syn Karel Anselm z Thurn-Taxisu, z jehož dětí se panství ujal kníže Hugo Maxmilián z Thurn-Taxisu.
Roku 1831 Karel Anselm z Thurn-Taxisu do Dobrovice pozval Karla Weinricha z Wetzlaru, který v západní části zámku založil cukrovar. Výrobní prostory se postupně rozšiřovaly a v letech 1832–1833 kvůli nim byla zbořena zámecká kaple, přistavěná v době baroka. Utilitární úpravy narušily zámecký areál a zničily výzdobu zámeckých interiérů. Zničení hrozilo i dřevěným malovaným stropům, ale ty byly roku 1873 odvezeny na zámek v Bělé pod Bezdězem, kde byly uloženy v sýpce. Strop z bývalého tanečního sálu se roku 1930 vrátil do Dobrovice, kde byl zasazen v zasedací síně na radnici. Druhý strop byl instalován v Mnichově Hradišti a jiný v Plumlově.

### Novodobé dějiny
Thurn-Taxisové dobrovický cukrovar vlastnili do roku 1923, kdy jej od nich koupila pražská akciová společnost Ústecká rafinérie cukru. Ve druhé polovině dvacátého století byl provozovatelem cukrovaru stát (státní podnik Kolínské cukrovary), za jehož správy výrobní provoz zastaral. Po roce 1989 byl dobrovický provoz vyčleněn jako samostatná akciová společnost a roku 1991 jej získala společnost Union SDA, pozdější Tereos TTD.

## Stavební podoba
Renesanční zámek měl čtyři křídla postavená kolem obdélníkového nádvoří lemovaného arkádami. V nároží budovy bývaly bastiony a celý zámek obepínal příkop. Při budování cukrovaru bylo severní křídlo a části východního a západního křídla zbořeny a arkády zazděny. Jihovýchodní bastion byl přestavěn na třípatrovou věž. Fasádu věže člení patrové římsy, okrouhlé okno a věžní hodiny. Budova má obdélná okna s nadokenními římsami. Kryje ji valbová střecha z tašek, zatímco na věži je plechová báň s lucernou. Hlavní vstup do zámku se nachází v jižním křídle a vede k němu most přes příkop. Tvoří jej bosovaný portál.
Uvnitř zámku se dochovaly křížové klenby a valené klenby s lunetami. K malířské výzdobě patřily malby Libušina soudu, Zemského soudu a portréty českých králů, ale všechny byly překryty pozdější výmalbou.